# أبي كورتيس
أبي كورتيس (بالإنجليزية: Abi Curtis)‏ هي كاتِبة وشاعرة بريطانية، ولدت في 1979.